# Chris Phillips
Chris Phillips (Calgary, 9 marzo 1978) è un ex hockeista su ghiaccio canadese che nel corso della propria carriera ha giocato negli Ottawa Senators, squadra della National Hockey League. È stata la prima scelta assoluta in occasione dell'NHL Entry Draft 1996.